# Alemdar Mustafa Pașa
Alemdar/Bayraktar Mustafa Pașa (n. 1755, Hotin, Imperiul Otoman – d. 15 noiembrie 1808, Constantinopol, Imperiul Otoman) a fost un comandant militar otoman și mare vizir născut la Hotin, pe atunci parte a Imperiului Otoman. Este considerat a fi un pionier al reformelor și al modernizării armatei.

## Cariera inițială
Mustafa s-a născut la Hotin, pe atunci raia sub administrație directă otomană. Tatăl său, Hacı Hasan, ienicer în garnizoana de la Hotin, avea origini albaneze din satul Goskovë de lângă Corcea. Mustafa a intrat la rândul său în corpul militar al ienicerilor și a avansat în rang până la cel de alemdar/bayraktar („stegar”).
În acea perioadă de final de secol 18, autoritatea centrala otomană era slăbită în urma multor războaie cu austriecii și rușii, ceea ce a permis dezvoltarea unor centre regionale de putere conduse de așa-numiții ayani (lideri provinciali notabili). Inițial, Alemdar Mustafa a intrat în anturajul lui İsmail Ağa, fiul ayanului din Rusciuc (actualul Ruse) și a devenit în scurt timp apreciat pentru capacitățile sale militare, în special în conflictul cu Osman Pazvantoğlu (cunoscut popular printre români ca „Pazvante Chiorul”). Acesta din urmă conducea zona Vidinului, la vest de Rusciuc, și într-o perioadă era în conflict deschis cu autoritatea centrală otomană.
În 1804, la recomandarea lui İsmail Ağa, Alemdar Mustafa e numit ayan de Razgrad. În 1806, İsmail Ağa a fost asasinat. La aflarea veștii, Alemdar Mustafa s-a dus cu oastea personală la Rusciuc și a reinstaurat ordinea. Beneficiind de sprijin popular local, reprezentanți locali au fost trimiși la Isanbul să recomande instaurarea lui ca ayan de Rusciuc. Demersul a avut succes și Alemdar Mustafa a fost numit în această poziție. În această perioadă dobândește și titlul de pașă.
Ca ayan de Rusciuc, s-a făcut remarcat prin scăderea taxelor, crearea de condiții favorabile pentru reîntoarcerea țăranilor fugiți din zonă și prin dezvoltarea de noi sisteme de irigații. A avut un rol tot mai important în lungul Război Ruso-Otoman din acei ani (1806–1812), avînd ceva reușite în stăvilirea rușilor și fiind văzut tot mai mult de către otomani ca o speranță în acest sens.

## Intervenția din contextul rebeliunii lui Kabakçı Mustafa
Sultanul din acea perioadă, Selim al III-lea, înțelesese necesitatea unor reforme urgente pentru salvarea Imperiului Otoman și a avut o serie de inițiative în acest sens, grupate sub titlul de Nizam-I Cedid („Noua Ordine”). O parte dintre ele vizau reformarea corpurilor de armată după metode moderne. Acestea din urmă au declanșat o rebeliune a militarilor ce nu doreau abandonarea structurilor medievale. Conduși de Kabakçı Mustafa, ei l-au detronat pe Selim al III-lea și l-au instaurat pe Mustafa al IV-lea (mai 1807). Succesul rapid a fost facilitat de faptul că mare parte din armată era pe front în războiul cu rușii și un număr relativ mic de rebeli a reușit să preia puterea.
Kabakçı Mustafa a rămas lider de facto în spatele tronului, însă nu a reușit să calmeze situația pe de-a-ntregul, militarii rebeli continuând să jefuiască și să ucidă în Istanbul pe toată durata anului în care a fost la putere. Pe de altă parte, mulți reformiști au fugit la Rusciuc, la Alemdar Mustafa Pașa, ce dobândise o reputație de susținător al reformelor. Aici au format societatea secretă Rusçuk Yaranı („Rana din Rusciuc”) și l-au încurajat pe acesta să meargă la Istanbul să îi înfrângă pe reacționari.
În iunie 1808, un armistițiu cu rușii i-a permis lui Alemdar Mustafa Pașa să își marșeze trupele spre Istanbul, unde rebeliunea a fost repede înfrântă. Aflând de schimbarea de situație, sultanul Mustafa al IV-lea a dat la rândul său ordin să fie uciși toți ceilalți bărbați cu drept de succesiune din familia imperială otomană, așa încât Alemdar Mustafa Pașa să nu aibă alte alternative de instaurare la tron. Fostul sultan reformist Selim al III-lea a fost prins și ucis, însă fratele său mai mic Mahmud a supraviețuit, fiind ascuns în pod de servitorii lui. Acesta din urmă a fost instaurat drept sultanul Mahmud al II-lea, iar Alemdar Mustafa Pașa, puterea reală din stat la acel moment, a fost numit Mare Vizir (prim-ministru) pe 29 iulie 1808.

## Mare vizir
Din poziția de mare vizir, Alemdar Mustafa Pașa a restabilit ordinea, a pedepsit rebelii și a reinstaurat direcția reformistă a statului. În septembrie, a convocat la Istanbul pe ceilalți ayani din provincie și le-a prezentat concepția sa privind, pe de o parte, acceptarea de către autoritățile centrale a legitimității influenței pe care aceștia o dobândiseră în regiunile lor respective, iar ei în schimb să promită supunere față de autoritatea centrală. Pe 29 septembrie, au semnat Sened-i Ittifak („Carta Alianței”), o înțelegere care susținea o asemenea abordare. Sultanul Mahmud al II-lea a fost nemulțumit, considerând că asta îi știrbește prea mult din autoritate, și a încetat să îl mai susțină pe Alemdar Mustafa Pașa.
Alte aspecte politice au contribuit și mai mult la izolarea sa. Curentul anti-reformist era încă puternic în unele sectoare ale armatei. El a reinstaurat corpurile noi de armată și a inițiat investigații în corpul ienicerilor pentru a expulza pe cei care nu erau soldați reali, ci doar ieniceri cu numele pentru privilegii și soldă. Asta a nemulțumit pe ieniceri, adăugându-se la nemulțumirea populației Istanbulului privind prezența unui număr mare de soldați de provincie în capitală ce mențineau o atmosferă prea militarizată, cu agresiuni ocazionale.
Pe 15 noiembrie 1808, ienicerii s-au răsculat și i-au înconjurat palatul. Realizînd că nu va supraviețui, Alemdar Mustafa Pașa a coborât în pivniță și a dat foc la explozibilul depozitat acolo, determinând o deflagrație în care a murit împreună cu câteva sute de ieniceri ce asaltau locația. Ienicerii supraviețuitori i-au găsit corpul printre dărâmături, l-au plimbat victorioși câteva zile prin oraș, apoi l-au zdrobit și l-au aruncat într-o fântână. După abolirea instituției iencierilor, oasele sale au fost scoase și îngropate la cimitirul Moscheii Zeynep Sultan.

## Influențe pe termen lung
Deși a rezistat foarte puțin timp în funcția de mare vizir (29 iulie – 15 noiembrie 1808), acțiunile lui Alemdar Mustafa Pașa au contribuit semnificativ la succesul curentului reformist ce a culminat un secol mai târziu prin Mustafa Kemal Atatürk. Sultanul Mahmud al II-lea instaurat de el a continuat direcția reformistă după moartea lui Alemdar Mustafa Pașa, însă cu o abordare mai subtilă, dezvoltând corpuri de armată moderne fără să atragă prea mult atenția ienicerilor, până când, în ultima revoltă a ienicerilor din iunie 1826, trupele moderne au reușit să îi înfrângă și să le desființeze instituția.